# Fjällig gröngöling
Fjällig gröngöling (Picus squamatus) är en fågel i familjen hackspettar inom ordningen hackspettartade fåglar. Den förekommer i Afghanistan, Pakistan och norra Indien.

## Utseende och läten
Fjällig gröngöling är med en kroppslängd på 35 centimeter en relativt stor medlem av släktet Picus. Karakteristiskt är den svartvita vattringen på buken och kropssidorna. I övrigt är den olivgrön på ovansidan och grå på huvudet med röd hjässa hos hanen och svart hos honan. Jämfört med liknande indisk gröngöling är den större, har röd iris (ej vit), blekare näbb samt tydligt svart ögon- och mustaschstreck. Vidare är den adulta fågeln ostreckad på strupe och övre delen av bröstet, och stjärten är bandad. Lätet som även avges i flykten är vibrerande och melodiskt och återges på engelska som "klee-guh kleeguh".

## Utbredning och systematik
Fjällig gröngöling delas in i två underarter med följande utbredning:
- Picus squamatus squamatus – förekommer från nordöstra Afghanistan till Darjeeling i norra Indien
- Picus squamatus flavirostris – förekommer i Afghanistan, förutom i nordost, och i västra Pakistan

## Levnadssätt
Fjällig gröngöling förekommer i barr- och blandskog, men även i öppet landskap så länge det finns större träd, på höjder mellan 600 och 3700 meter över havet. Den livnär sig främst av myror och termiter, men också larver från trädlevande insekter. Vintertid tar den även bär. Fågeln häckar från slutet av april till början av juni, huvudsakligen i maj. Vissa individer i Himalaya rör sig till lägre regioner vintertid, i övrigt är den stannfågel.

## Status och hot
Arten har ett stort utbredningsområde och en stor population med stabil utveckling och tros inte vara utsatt för något substantiellt hot. Utifrån dessa kriterier kategoriserar internationella naturvårdsunionen IUCN arten som livskraftig (LC). Världspopulationen har inte uppskattats men den beskrivs som ganska vanlig till vanlig, men rätt lokalt förekommande.

## Namn
Arten har på svenska tidigare kallats fjällig grönspett men blev tilldelat nytt namn för att visa på dess nära släktskap med den europeiska gröngölingen.